# لجنة الهدنة العسكرية (قيادة الأمم المتحدة)

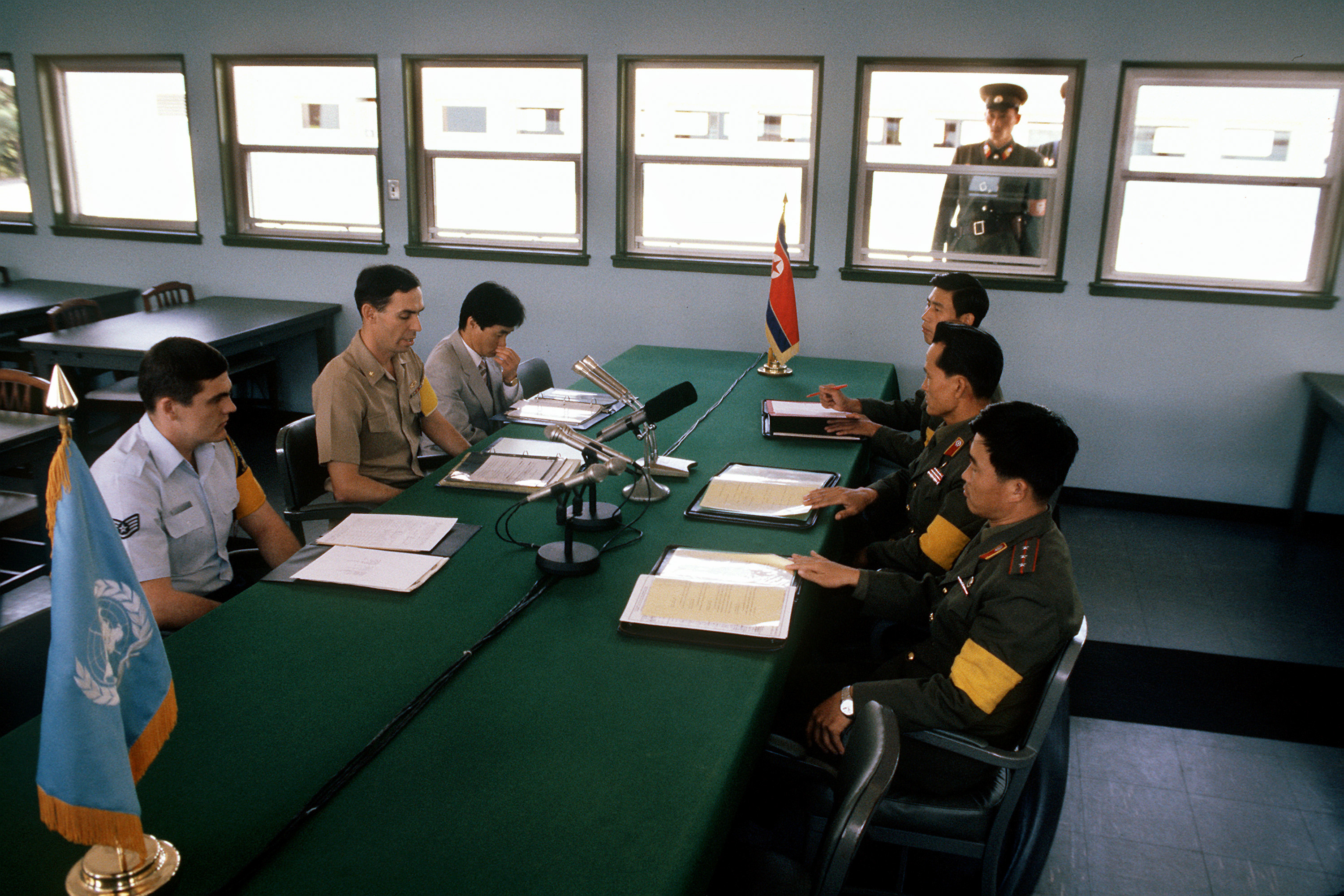
لقاء ضباط الخدمة المشتركة في مبنى الهدنة العسكرية عام 1989

لجنة الهدنة العسكرية التابعة لقيادة الأمم المتحدة (UNCMAC) هي لجنة تأسست في يوليو 1953 في نهاية الحرب الكورية للإشراف على اتفاقية الهدنة الكورية، والتي تعمل منذ ذلك الحين.

## تاريخ
بموجب تفويض مجلس الأمن رقم 84 التابع للأمم المتحدة تم تأسيس قيادة الأمم المتحدة، لتمثيل أول محاولة في العالم لتحقيق الأمن الجماعي في ظل نظام الأمم المتحدة. لم تسفر حملة قيادة الأمم المتحدة لصد الهجوم المسلح لجمهورية كوريا الديمقراطية الشعبية على جمهورية كوريا في الحصول على سلام نهائي، بل على اتفاقية هدنة مؤقتة تهدف إلى تهيئة الظروف اللازمة لتحقيق سلام دائم من خلال الوسائل الدبلوماسية. بناء على ذلك، أنشأ أطراف النزاع لجنة الهدنة العسكرية لإدارة تنفيذ شروط الهدنة والتحقيق في الانتهاكات المزعومة، بالإضافة للعمل كوسيط بين قادة الأطراف المتنازعة، وتسوية أي انتهاكات لاتفاقية الهدنة من خلال التفاوض.
تكونت لجنة الهدنة العسكرية من عشرة ضباط عسكريين كبار: خمسة من خلال تعيين قائد قيادة الأمم المتحدة وخمسة يعينهم قادة الجيش الشعبي الكوري ومتطوعي الشعب الصيني. كما أنشأت اتفاقية الهدنة أمانات على كلا الجانبين لمساعدة لجنة الهدنة العسكرية، حسب التوجيهات. تواصل الأمانات العمل اليوم وتحافظ على خط اتصال 24/7/365 لدعم الحفاظ على شروط الهدنة.
عُقد الاجتماع الأول للجنة الهدنة العسكرية في 28 يوليو 1953، مع ممثلين من قيادة الأمم المتحدة والجيش الشعبي الكوري ومتطوعي الشعب الصيني. وبحلول عام 1991، قرر قائد قيادة الأمم المتحدة أن التوقيت كان مناسبًا لتعيين ضابط عسكري من جمهورية كوريا ليكون العضو الأقدم لقيادة الأمم المتحدة في لجنة الهدنة العسكرية ومندوب القائد الرئيسي لصيانة وتنفيذ اتفاقية الهدنة الكورية، جاء القرار في جزء منه لتسهيل المشاركة بين الكوريتين في وقت كانت فيه الحكومتان تسعيان إلى التقارب. بحلول ذلك الوقت، اجتمعت لجنة الهدنة العسكرية أكثر من 450 مرة، لكن الجيش الشعبي الكوري رفض عقد أي اجتماعات أخرى مع اللجنة في ظل وجود مسؤول جمهورية كوريا بصفته عضوًا أقدم.
بحلول عام 1994، قام الحزب الشيوعي الفيتنامي بإزالة مندوبيه رسميًا من لجنة الهدنة العسكرية، على الرغم من أن الجيش الشعبي الكوري يحتفظ بوفد داخل المنطقة الأمنية المشتركة في بانمونجوم. وطوال الوقت، حافظت قيادة الأمم المتحدة على موقفها بأن مندوبها الرئيسي في اللجنة يجب أن يكون موظفًا من القوات المسلحة الكورية الجنوبية.
يواصل قائد قيادة الأمم المتحدة تعيين خمسة أفراد في لجنة الهدنة العسكرية. التكوين الحالي هو لواء من كوريا الجنوبية كعضو كبير ولواء أمريكي وعميد بريطاني وعميد من كوريا الجنوبية وضابط أول متناوب (على أساس ستة أشهر) من دول أخرى (أستراليا، بلجيكا، كندا، كولومبيا، فرنسا، نيوزيلندا، الفلبين، تايلاند، تركيا) التي تحافظ على الاتصال مع قيادة الأمم المتحدة. يواصل العضو الأقدم لعب دور مهم في الحفاظ على الهدنة وتنفيذها، بما في ذلك إصدار توجيهات لإجراء تحقيقات خاصة ردا على انتهاكات الهدنة المزعومة.